# Асин-Паласьос, Мигель
Миге́ль Аси́н-Пала́сьос (исп. Miguel Asín Palacios; 5 июля 1871, Сарагоса — 4 августа 1944, Сан-Себастьян) — испанский арабист, католический священник. Член Испанской академии истории, Королевской Академии испанского языка и Академии моральных и политических наук. Членкор Американской академии медиевистики (1928).
В 1943-1944 годах — президент Королевской Академии испанского языка.
Занимался изучением проблем взаимовлияния христианства и ислама, влияния последнего на схоластику, влияния платонизма на арабскую философию в Испании, а также испано-арабских мистиков. Впервые обосновал влияние описаний исры и мираджа на создание «Божественной комедии» Данте Алигьери.

## Публикации
- La escatología musulmanа en la Divina Comedia. — Madrid, 1919.
- El místico musulmano Abenarabi. Monografías y documentos // Boletín de la Academia de la Historia. — 1925—1929, 4 fasc.
- Abenházam de Córdoba y su historia crítica de las ideas religiosas. — V. 1—3. — Madrid, 1927—1929.